# Станица метроа Хамерсмит (Хамерсмит и Сити линија)
Хамерсмит (енгл. Hammersmith tube station) је станица лондонског метроа у општини Хамерсмит и Фулам, лоцирана у другој наплатној зони. Представља западни терминал Хамерсмит и Сити линије. Хамерсмит је и име станице коју опслужују Дистрикт и Пикадили линија, која се налази у близини ове станице али је уједно, потпуно засебна станица.
Постојећа станица је отворена 1. децембра 1868. године, замењујући дотадашњу станицу која се налазила нешто северније, и која је отворена 13. јуна 1864. у склопу проширења линије од Педингтона. Од 1877. Метрополитан железница је имала линију од Хамерсмита до Ричмонда, која је употребљавала и пруге других компанија идући преко вијадукта који је био повезан са Рејвенскорт Парк станицом. Делови овог вијадукта видљиви су и данас из возова са Пикадили и Дисктрикт линија. Овај продужетак од Хамерсмита је затворен 31. децембра 1906. непосредно након електрификације линије, чиме је Хамерсмит ефективно постао терминал за све возове који до њега долазе.
Данас је у употреби укупно три перона, а кроз станицу годишње прође 6,428 милиона путника.
| Претходна станица | Линија метроа | Линија метроа    | Линија метроа | Следећа станица |
| ----------------- | ------------- | ---------------- | ------------- | --------------- |
| терминус          |               | Хамерсмит и Сити |               | Голдхок Роуд    |